# Sławomir Szeliga
Sławomir Szeliga (Rzeszów, 17 juli 1982) is een Poolse voetballer (middenvelder) die sinds 2008 voor de Poolse eersteklasser Cracovia Kraków uitkomt. Voordien speelde hij onder meer voor Widzew Łódź.